# Turceni
Turceni este un oraș în județul Gorj, Oltenia, România, format din localitățile componente Jilțu și Turceni (reședința), și din satele Gârbovu, Murgești, Strâmba-Jiu și Valea Viei.
Orașul este situat în sudul județului Gorj și a apărut în jurul a două obiective industriale apărute în zonă: Termocentrala Turceni și Hidrocentrala Turceni. Întreaga activitate a micului oraș gravitează în jurul lor. Orașul se află la locul de întâlnire a unor artere rutiere ce fac legătura cu Târgu Jiu, cu Filiași și cu Strehaia în județul Mehedinți, dar și cu o legătură feroviară electrificată spre Târgu Jiu și Filiași.

## Scurt istoric

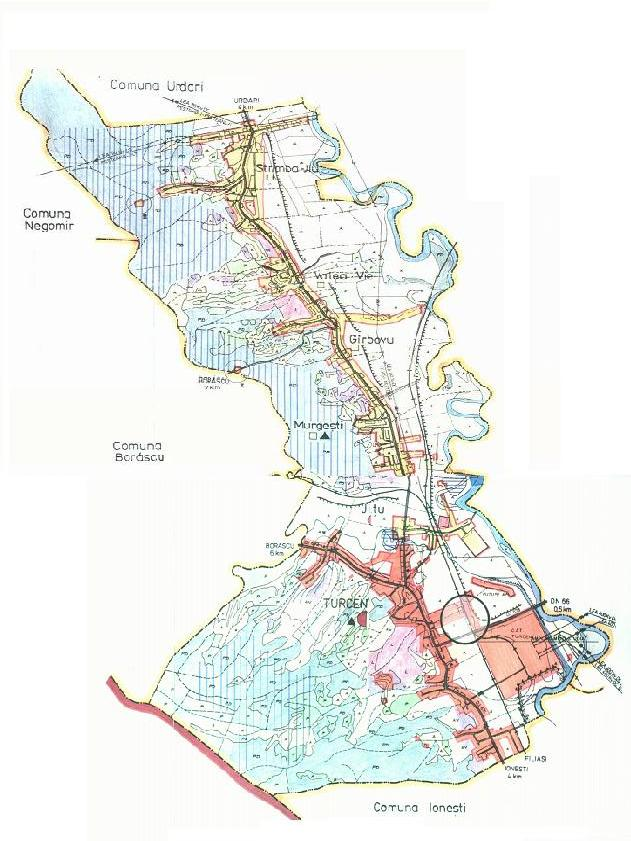
Harta Turceni turistică

Descoperirea unor unelte, arme sau vase folosite de populația care locuia pe ținutul localității Turceni reprezintă primele dovezi care atestă existența omului în această zonă. Tot pe acest teritoriu au fost realizate lănci, cosoare ce aparțin aceleiași epoci feudale. Prezența acestor obiecte atestă faptul că meleagurile localității Turceni și văile Jiului și Jilțului au fost mereu populate. Primele documente scrise care demonstrează că aceste locuri există, au apărut în 1499, dar date mai concrete apar în 1529, când Pârvu, Ban al Craiovei dăruiește satul Turceni Mănăstirii Tismana. La data de 19 septembrie 1569 Domnitorul Alexandru I Mircea (1568-1574) confirmă că pune stăpânire peste Turceni, partea de Jos. În secolele XVI și XVII au loc alte confirmări ale stăpânirii de moșii la Turceni.
Prin secolele XV-XVI, localitatea s-a numit Câmpul Turcilor și ulterior Turceni.
Localitatea a devenit oraș în anul 2004 și s-a constituit prin unirea într-o singură localitate administrativă a satelor: Turceni, Murgești, Gârbovu, Valea Viei, Jilțu și Stolojani.

## Geografie
Orașul este situat în sudul județului Gorj și s-a dezvoltat în jurul a două obiective industriale apărute în zonă: Termocentrala Turceni și Hidrocentrala Turceni. Întreaga activitate a micului oraș gravitează în jurul lor. Localitatea Turceni se întinde în mare parte pe interfluviul Jiului și al Jilțului. Ea se învecinează în partea de est cu comuna Plopșoru, la nord cu comuna Urdari, la vest cu comuna Negomir și Borăscu, la sud cu comuna Ionești, iar la sud-vest cu comuna Grozești din județul Mehedinți. Orașul Turceni include satele Turceni, Jilțul, Murgești, Gârbovu, Strâmba-Jiu și Valea Viei, forma lor fiind lineară. Din punct de vedere climatic, localitatea se încadrează în zona climatului sud-vestic specifică unităților deluroase, cu o climă de deal continentală, având ierni geroase și veri călduroase și secetoase, cu precipitații suficiente, dar neuniforme. Din punctul de vedere al faunei, localitatea se caracterizează prin specii de păsări și animale specifice regiunilor de stepă și pădurilor de foioase.

## Demografie
Componența etnică a orașului Turceni
     Români (89,26%)
     Alte etnii (0,06%)
     Necunoscută (10,68%)
Componența confesională a orașului Turceni
     Ortodocși (88,54%)
     Alte religii (0,32%)
     Necunoscută (11,14%)
Conform recensământului efectuat în 2021, populația orașului Turceni se ridică la 6.891 de locuitori, în scădere față de recensământul anterior din 2011, când fuseseră înregistrați 7.269 de locuitori. Majoritatea locuitorilor sunt români (89,26%), iar pentru 10,68% nu se cunoaște apartenența etnică. Din punct de vedere confesional, majoritatea locuitorilor sunt ortodocși (88,54%), iar pentru 11,14% nu se cunoaște apartenența confesională.

### Evoluție istorică
Statisticile făcute de specialiști au demonstrat că în ceea ce privește evoluția populației acestei localități, se poate remarca o anumită constanță. Cele mai importante modificări în numărul locuitorilor s-au făcut între anii 1914-1918 și între 1941-1945. Populația s-a mutat dintr-un loc în altul, dar, cu toate acestea, îndeletnicirile nu au lipsit. Principala preocupare a locuitorilor acestei zone a fost agricultura. S-au cultivat cereale: porumb, secară, orz, grâu, dar și viță de vie, in, cânepă, legume, livezi cu pomi fructiferi: măr, păr, prun, cireș etc. Majoritatea caselor erau cu două camere, una pentru dormit, iar cealaltă pentru gătit, care avea o vatră din cărămidă. Ele erau iluminate cu opaițul, feștila și apoi cu lampa. Oamenii se hrăneau cu varză, cartof și fasole. Primăvara și vara se consumau urzica, dragaveiul, ștevia, însă alimentul de bază rămânea mămăliga și turta.

## Hidrografie
Hidrografia joacă un rol extrem de important în viața și activitatea oamenilor și este compusă din apele Jiului și Jilțului. Populația era în trecut alimentată cu apă din izvoare, știubeie și fântâni, ca din anul 1975 să se amenajeze o rețea de aducțiune și distribuție a apei, unde au fost racordate 45 de gospodării, 1.400 de apartamente și 31 de agenți economici.

## Administrație
Orașul Turceni este administrat de un primar și un consiliu local compus din 15 consilieri. Primarul, Constantin Popescu[*], de la Partidul Național Liberal, este în funcție din 1 noiembrie 2024. Începând cu alegerile locale din 2024, consiliul local are următoarea componență pe partide politice:
|  | Partid                          | Consilieri | Componența Consiliului | Componența Consiliului | Componența Consiliului | Componența Consiliului | Componența Consiliului | Componența Consiliului | Componența Consiliului | Componența Consiliului |
|  | ------------------------------- | ---------- | ---------------------- | ---------------------- | ---------------------- | ---------------------- | ---------------------- | ---------------------- | ---------------------- | ---------------------- |
|  | Partidul Național Liberal       | 8          |                        |                        |                        |                        |                        |                        |                        |                        |
|  | Partidul Social Democrat        | 4          |                        |                        |                        |                        |                        |                        |                        |                        |
|  | Alianța pentru Unirea Românilor | 3          |                        |                        |                        |                        |                        |                        |                        |                        |

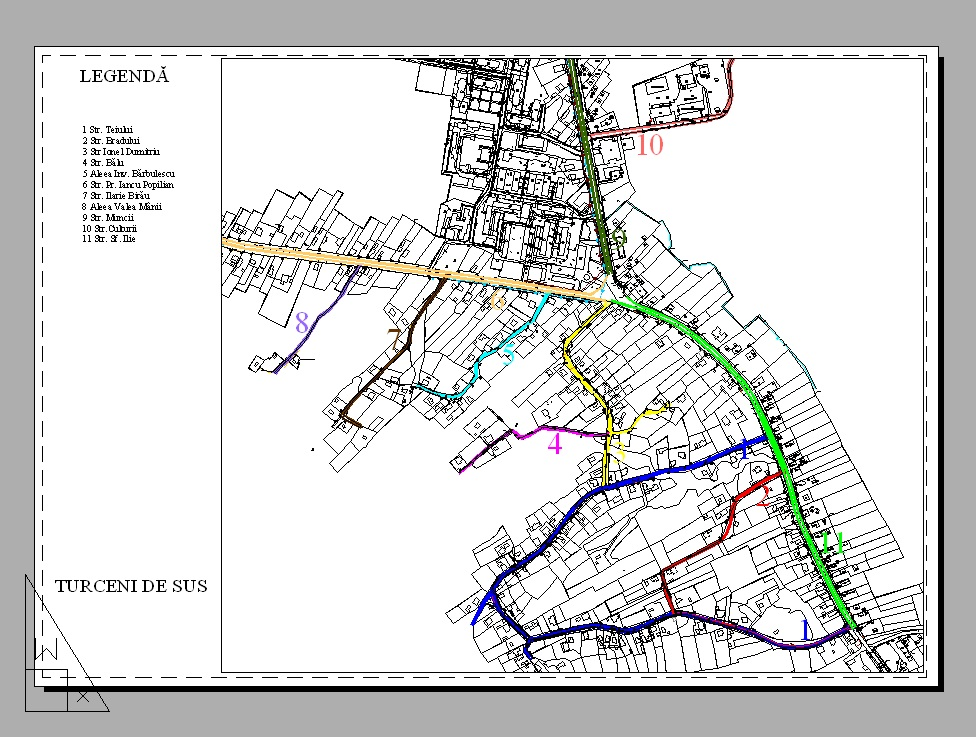
Hartă stradală Turceni

Inițial, sate precum Gârbov, Murgești, Stolojani erau centre de comună, dar acum ele fac parte din orașul Turceni. Odată cu secolul al XVII-lea, Mânăstirea Tismana și o multitudine de familii boierești primesc confirmarea că pot stăpâni moșiile din Turceni. În 1864 Mânăstirea Tismana pune stăpânire pe satul Turceni, iar în 1871 și 1900 au loc alte împărțiri administrative.

## Cultură
Localitatea Turceni beneficiază de două cămine culturale unde locuitorii își pot desfășura activitățile culturale, dar și de unități de învățământ. Turceni beneficiază și de o casă de cultură, dată în folosință în 1986, având o capacitate de 450 de locuri. Tot aici funcționează și o bibliotecă publică cu peste 10.000 de volume. Locuitorii beneficiază și de abonamente la diverse publicații locale și centrale.

### Obiceiuri și tradiții
Ca în orice zonă a acestei țări, există tot felul de obiceiuri și tradiții în funcție de perioada anului: An Nou, Crăciun, Bobotează, Nașterea, Botezul, Nunta, Înmormântarea. De Anul Nou, de exemplu, se mergea cu plugușorul, sorcova, buhaiul și căprița. În ajunul Crăciunului tradiția spunea că toți copiii trebuiau să meargă cu colindatul din casă în casă, iar seara trebuiau să meargă cu steaua, în grupuri de câte 4 persoane.De 1 ianuarie se mergea cu plugușorul și cu sorcova. La jocul caprei trebuiau să participe 2 sau 3 băieți cu vârste cuprinse între 13 și 16 ani.

## Sănătate
Locuitorii comunei Turceni au avut parte de asistență medicală încă din 1924, iar din 1981 funcționează un spital care deservește nu doar locuitorii orașului, ci și pe cei ai comunelor învecinate. Spitalul beneficiază de secții de interne, chirurgie, ginecologie, ortopedie, radiologie și altele, fiind încadrat cu medici și cadre medii bine pregătite. Din 1971 funcționează și spitalul de psihiatrie, cu o capacitate de 200 de locuri, dar și 3 farmacii și 2 cabinete stomatologice.

## Economie

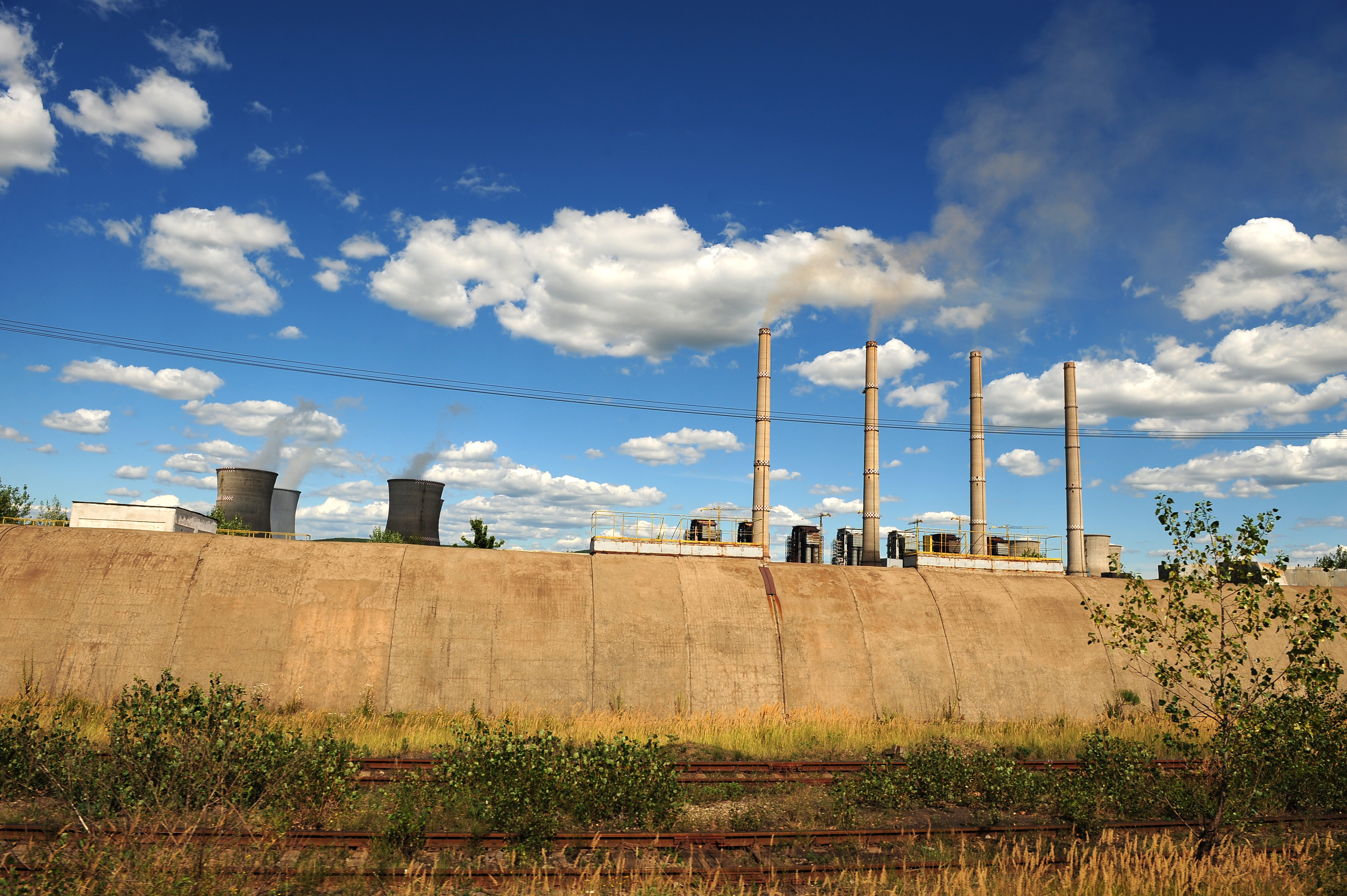
Termocentrala Turceni

Cea mai mare activitate industrială a acestei zone se desfășoară în zona termocentralei Turceni. Primele lucrări de construcție au început în toamna anului 1972, iar lucrările au început în 1973. Primul agregat energetic al termocentralei a fost cuplat la sistemul energetic din România în luna iulie 1978. Construcția s-a terminat în 1982, și au fost terminate doar 7 grupuri energetice din cele 8 planificate. Odată cu ridicarea coșurilor de fum ale termocentralei, în Turceni apar noi instituții, școli moderne cu creșe și grădinițe, spital modern cu sute de paturi și Casa de Cultura. Cu cât înaintau lucrările la termocentrală, cu atât era nevoie de oameni calificați pentru a lucra. Așa se face că la Turceni ia ființă și un Liceu Industrial Energetic, care devine locul unde învață nu numai tinerii din Turceni, dar a reușit să coopteze elevii din localitățile învecinate și chiar din alte județe. Deodată, oamenii din Turceni s-au trezit cu locuri de munca asigurate și bine plătite, iar copiii lor puteau cu ușurință, de-acum, să învețe la oricare universitate din România.

## Obiective turistice
Ca obiective turistice, în zona orașului Turceni pot fi vizitate Mânăstirile Sfânta Treime și Dealul Mare, Biserica de lemn în stil maramureșean din satul Strâmba-Jiu, iar locuitorii din comună și din zonele învecinate pot participa la o serie de târguri: Târgul anual în satul Strâmba-Jiu în zilele 14-16 iunie, Târgul anual în satul Gârbovu în zilele de 6, 7 și 8 septembrie. Aici au loc și Festivalul de creație umoristică "Al.C. Calotescu Neicu" în luna aprilie, precum și Zilele orașului Turceni în ziua de Sfântu Ilie. Din anul 2012 locuitorii fiecărui sat pot participa de două ori pe an la Hora Strămoșească organizată de Primăria din Turceni.